# Ушарал (Карагандинская область)
Ушарал (каз. Үшарал, до 1996 г. — Кирово) — село в Актогайском районе Карагандинской области Казахстана. Входит в состав аульного округа Жидебай. Код КАТО — 353641300.

## Население
В 1999 году население села составляло 329 человек (168 мужчин и 161 женщина). По данным переписи 2009 года, в селе проживал 291 человек (159 мужчин и 132 женщины).